# سیارک ۱۹۳۹۵
سیارک ۱۹۳۹۵ (به انگلیسی: 19395 Barrera، نامگذاری:1998EP1) نوزده هزار و سیصد و نود و پنجمین سیارک کشف شده‌است که در ۲ مارس ۱۹۹۸ کشف شد.
قدر مطلق سیارک برابر ۱۲.۹ است.